# Megachile striatella
Megachile striatella là một loài Hymenoptera trong họ Megachilidae. Loài này được Rebmann mô tả khoa học năm 1968.